# شهرستان ماری-تورکسکی
شهرستان ماری-تورکسکی (به لاتین: Mari-Tureksky District) یک شهرستان در روسیه است که در ماری ال واقع شده‌است.